# Popillia sikkimensis
Popillia sikkimensis är en skalbaggsart som beskrevs av Lin 1987. Popillia sikkimensis ingår i släktet Popillia och familjen Rutelidae. Inga underarter finns listade i Catalogue of Life.